# Золотистая ржанка
Золоти́стая ржа́нка (лат. Pluvialis apricaria) — вид птиц из семейства ржанковых (Charadriidae). Не выделяют подвидов. Гнездится в болотистых местностях, на влажных пустырях и лугах. Её ареал простирается от Исландии и Великобритании до центральной Сибири, гранича на севере с арктической тундрой.

## Описание
Золотистая ржанка имеет величину от 26 до 29 см и весит от 150 до 220 г. Её размах крыльев составляет от 67 до 76 см. У неё круглая голова и серо-коричневая пёстрая верхняя сторона. Самцы весной и во время брачного периода ходят с чёрным брюшком и чёрным горлышком, окаймлённым белой полоской. Самки на нижней стороне также окрашены в более тёмный цвет, однако не с таким контрастом, как самцы.
Звук, издаваемый золотистыми ржанками, слышится как однотонный «трююют», который они произносят с одинаковой частотой. Для завоевания отдельных ареалов с самками самцы весной совершают полёты, во время которых поют. В Исландии прилёт золотистых ржанок считается «возвращением весны».

## Распространение

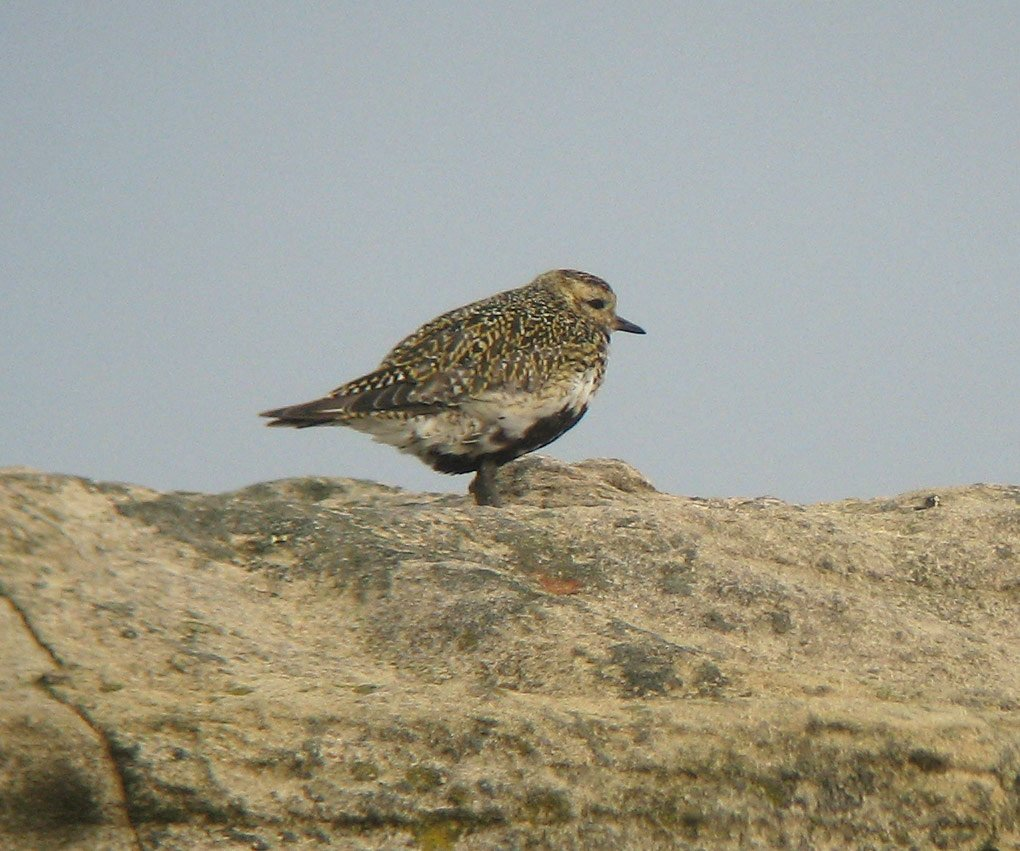
Золотистая ржанка

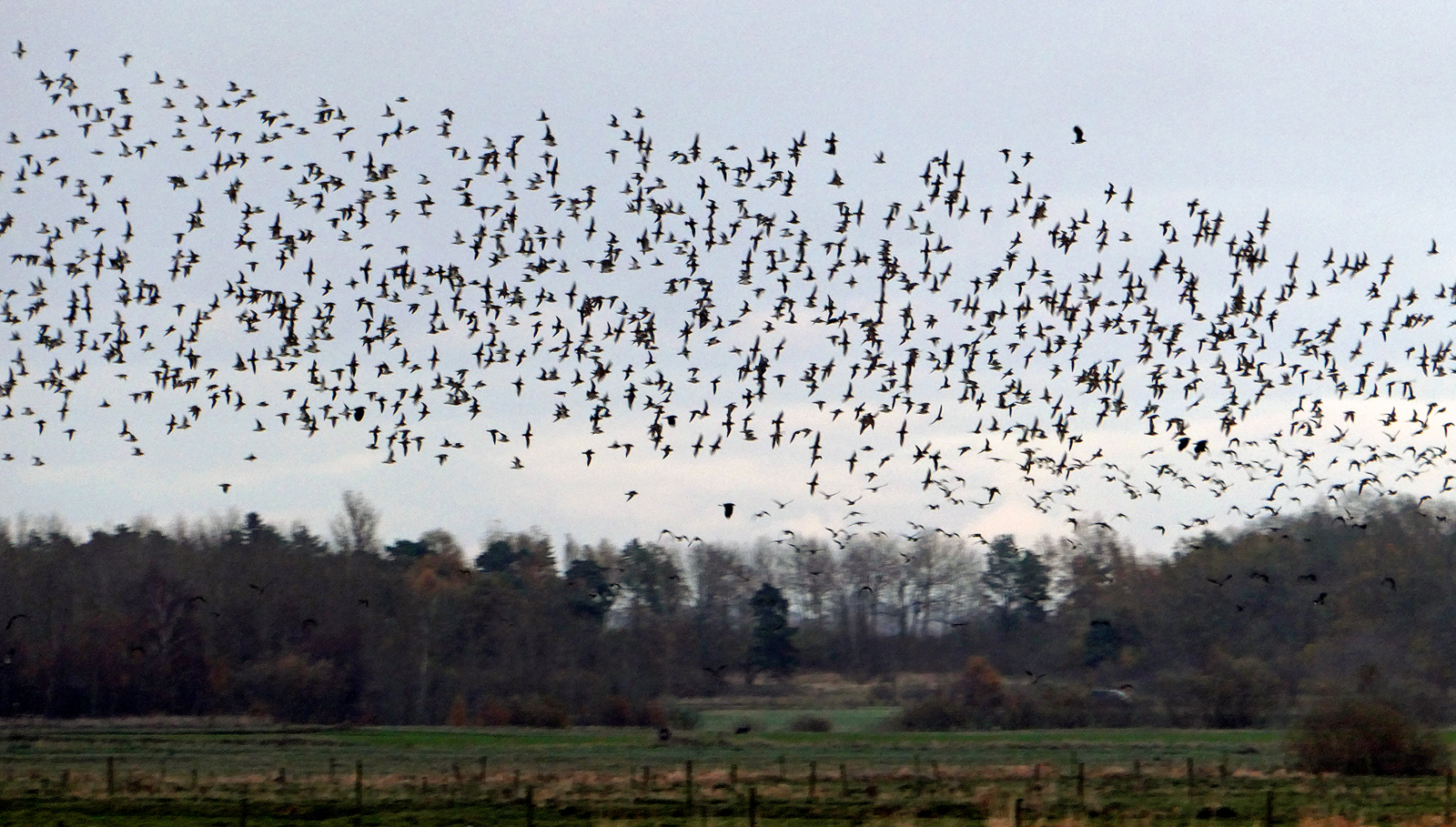
Большая стая золотистых ржанок у города Истад

Золотистые ржанки живут в открытых болотистых местностях, на горных лугах, на пустырях и в тундре. Основным ареалом является Северная Европа. Зимой эти птицы совершают перелёт на Британские острова и на побережья Западной и Южной Европы, где обитают на лугах и полях.

## Питание
Золотистые ржанки питаются насекомыми, червями и улитками, которых они находят на земле. Золотистая ржанка поедает жуков, двукрылых, стрекоз и их личинок, небольших размеров саранчу, червей и пауков, а на пролётах на морских берегах — также и ракообразных. Частично употребляет и растительную пищу — семена, ягоды и зелёные части растений.

## Размножение

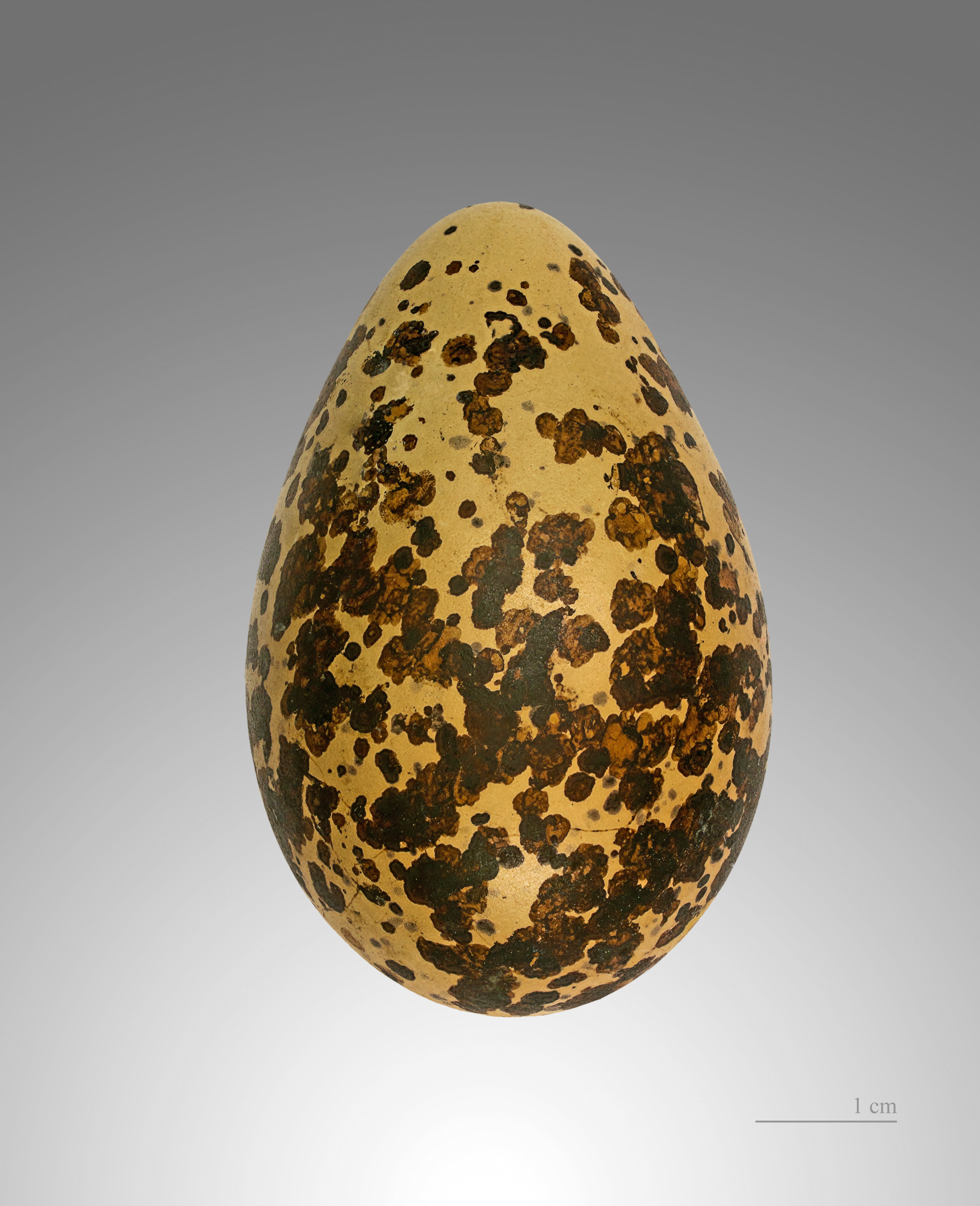
Pluvialis apricaria

Оба родителя поочерёдно участвуют в насиживании яиц. Гнездо представляет собой неглубокую ямку в земле, устланную небольшим количеством растительного материала. Сооружается, как правило, на открытом пространстве и лишь изредка между отдельно стоящими деревьями. В кладке по четыре яйца, отложенных с интервалом 2—3 дня. Величина яиц составляет обычно 52 на 52 мм, окраска — жёлто-коричневая с тёмно-коричневым рисунком, сосредоточенным вокруг притуплённой стороны яйца. Птенцы вылупляются спустя 30 дней и сразу же обладают способностью самостоятельно питаться, хоть и оставаясь под присмотром родителей. В случае если к гнезду приближается хищник, золотистая ржанка начинает отвлекать его от гнезда, чередуя бег показательными остановками, чтобы расстояние до хищника оставалось небольшим.

## Интересные факты
О мифическом излечении от желтухи сообщает Плутарх:  

...мы часто узнаём о помощи, которую получают больные желтухой от вида ржанки: посмотрев на эту птицу, они излечиваются. Очевидно, ей присущи такая природа и такое растворение, что она притягивает и воспринимает болезнь, устремляющуюся, как поток, через орган зрения. Поэтому ржанка и не выдерживает взгляда, а отворачивается и закрывает глаза: не из нежелания предоставить лечебную помощь, как полагают некоторые, а по той причине, что сама испытывает при этом как бы ранящий её удар.

Книга рекордов Гиннесса появилась из-за спора о скорости полёта золотистой ржанки.